# New Bomb Turks
New Bomb Turks est un groupe américain de punk rock, originaire de Columbus, Ohio.

## Histoire
Les membres fondateurs sont Jim Weber, Eric Davidson, Bill Randt et Matt Reber. Sam Brown remplace Bill Randt à la batterie en 1999. Le magazine musical Alternative Press décrit leur style musical en disant : « Non seulement le punk bashery prole-threat et le destructo-rock ont trouvé de nouvelles voix, mais ils se sont fondus dans une nouvelle terreur sans faille qui leur est propre ». Les New Bomb Turks sortent dix LP, deux EP et plus de vingt singles, dont certains contiennent des morceaux qui ne sont pas disponibles ailleurs. Leurs premiers enregistrements apparaissent sur les labels Datapanik, Sympathy for the Record Industry, Get Hip et Bag of Hammers. Crypt Records signe le groupe et sort !!Destroy-Oh-Boy !!, Information Highway Revisited, et Pissing Out the Poison. Puis Epitaph Records les signe et sort les LPs Scared Straight, At Rope's End et Nightmare Scenario. Gearhead Records sort leur album suivant, The Night Before the Day the Earth Stood Still. Le groupe sort également trois compilations de faces B et d'outtakes : Pissing Out the Poison, The Big Combo et Switchblade Tongues and Butterknife Brains.
En 2005, ils annoncent une tournée de reformation. Depuis 2005, les New Bomb Turks ralentissent leurs tournées et leurs enregistrements pour se consacrer à d'autres activités. Le guitariste Jim Weber, par exemple, est maintenant professeur d'anglais en 10e et 11e année à la Hilliard Davidson High School, tandis qu'Eric Davidson est également le chanteur de Livids depuis qu'il a formé le groupe avec d'autres à Brooklyn, New York, au début de l'année 2011. En 2025, ils sont annoncés pour un concert au Fremont Country Club.

## Discographie

### Albums studio
- 1993 : !!Destroy-Oh-Boy!!
- 1994 : Information Highway Revisited
- 1995 : Pissing Out the Poison: Singles and Other Swill... (compilation)
- 1995 : Live on VPRO Radio (album live)
- 1996 : Scared Straight
- 1998 : At Rope's End
- 2000 : Nightmare Scenario
- 2001 : The Big Combo
- 2002 : The Night Before the Day the Earth Stood Still
- 2003 : Switchblade Tongues and Butterknife Brains

### EP, singles et splits
- 1993 : Drunk on Cock (EP)
- 1993 : New Bomb Turks/Sinister Six (split EP avec Sinister Six)
- 1993 : Trying to Get by/Last Lost Fight (EP)
- 1993 : Dogs on 45 Medley/Tattooed Apathetic Boys (split 7" avec Devil Dogs, Helter Skelter Records)
- 1993 : Dragstrip Riot/Cryin' into the Beer of a Drunk... (single)
- 1993 : I'm Weak/Summer Romance (single)
- 1995 : Gotta Gotta Sinking Feeling (EP)
- 1995 : Sharpen Up Time/Laissez Fair Stare (single)
- 1996 : Veronica Lake (single)
- 1999 : '99 Crash (EP)
- 1999 : Beruhren Meiner Affe (EP)
- 2000: The Blind Run (EP)
- 2003 : Raw Law (single)